# Sounds of Silence (film)
Sounds of Silence är en svensk-amerikansk skräckfilm från 1989 regisserad av Peter Borg.

## Handling
En amerikansk familj ärver en herrgård i Sverige. Bredvid herrgården ligger ett nerlagt barnhem med en mörk hemlighet. Familjen anländer till herrgården, och deras dövstumme son finner snart nya lekkamrater i området. Det mystiska är bara att med dessa kan han både tala och höra. Det visar sig att barnen bodde på det nu nerlagda barnhemmet.

## Skådespelare (urval)
- Peter Nelson – Peter Mitchell (huvudroll)
- Kristen Jensen – Sarah Richards (huvudroll)
- Dennis Castillo – Dennis Richards (huvudroll)
- Troy Donahue – Larry Haughton
- Rico Rönnbäck – Thomas Hansen
- Peter Borg – Charles som ung
- Gunnar Öhlund – Charles som gammal
- Vanja Rodefeldt – Margareth
- Jonny Harborg – Frank
- Johan Dernelius – poliskommissarie
- Martin Theander - polisassisstent
- Elsa Gästrin – Annie Holst
- Jonas Ivarsson – Bill
- Hasse Andersson – barägare